# Hot Wheels: Ultimate Racing
Hot Wheels: Ultimate Racing es un videojuego de carreras de 2007 desarrollado por la compañía italiana Raylight Studios y publicado por DSI Games para PlayStation Portable (PSP) exclusivamente. El juego se basa en la línea de juguetes Hot Wheels que fabrica Mattel.

## Jugabilidad
Hot Wheels: Ultimate Racing cuenta con 26 vehículos basados en autos de juguete Hot Wheels. El juego cuenta con 11 pistas, cada una de las cuales se parece a pistas de carreras reales de Hot Wheels. Los campos se dividen en cuatro áreas: Death Valley, Jungle, Metropolis y Volcano. Cada nivel presenta una trampa o enemigo importante que debe evitarse, como rocas gigantes, un escorpión gigante y un pulpo gigante. El jugador puede usar impulsos turbo para acelerar en las carreras y cámara lenta para derrapar con seguridad en las esquinas; ambas habilidades se agotan a medida que se usan y se pueden recargar realizando saltos gigantes específicos o evitando las trampas y los enemigos en cada nivel. Las mejoras de rendimiento, que incluyen una mejor aceleración, mejor manejo y neumáticos nuevos, se pueden ganar en las carreras.
Hot Wheels: Ultimate Racing cuenta con cuatro modos de juego. En Quick Race, el jugador puede elegir cualquier pista en la que correr. En el modo Survival, el jugador debe ganar carreras que se vuelven cada vez más difíciles. En el modo Contrarreloj, el jugador debe competir contra un límite de tiempo. En el modo Coleccionista, el jugador es el único vehículo y debe recolectar medallas de oro esparcidas por una pista de carreras. El juego también incluye un modo multijugador local para hasta cuatro personas.

## Lanzamiento
Hot Wheels: Ultimate Racing se lanzó en Norteamérica el 29 de junio de 2007. Posteriormente, el juego se lanzó en Europa el 24 de agosto de 2007, y en Australia el 20 de septiembre.

## Recepción
Hot Wheels Ultimate Racing tiene una puntuación de 60, lo que indica "reseñas mixtas o promedio" según el agregador de reseñas Metacritic.
Michael Pereira de IGN calificó la jugabilidad como "brutalmente implacable", diciendo que "es inconsistente con su dureza. Puedes estar muy por delante de todos durante dos vueltas, apenas doblar una esquina en la tercera y quedar en el último lugar. Es algo así como F-Zero GX sin los estrictos controles que justifican la dificultad. No hay ninguna advertencia de dónde vienen estos autos o cómo se acercaron tanto. Sin mencionar que tu número La posición en realidad no permanece en la pantalla, sino que parpadea molestamente en la esquina superior izquierda en los momentos más aleatorios. Tendrás que memorizar los cursos para llegar a cualquier parte en este juego". Pereira sintió que la dependencia del juego de los impulsos turbo y la cámara lenta "es en realidad su mayor problema", y escribió que "todos los gráficos están embarrados y, a veces, es difícil saber dónde termina el camino y comienzan las paredes". Algunas de las etapas posteriores vale la pena desbloquearlas y hay cierta creatividad genuina en algunas de las trampas, pero la frustración que implica desbloquearlas puede disuadir a la gente. Cada etapa es un conjunto de carreras y cada carrera tiene algunos requisitos para continuar tres, etc.). Sin embargo, si te equivocas solo en una carrera, todo se acaba y tienes que volver a la primera carrera. Es bastante molesto tener un desempeño perfecto en dos carreras y luego ver tus esperanzas y sueños aplastados en la primera. tercero". Pereira también escribió que los problemas del juego "se magnifican" en su modo Coleccionista: "Te caes por un hoyo, reinicias en lugares incómodos y no puedes agarrar ciertas medallas hasta la próxima vuelta; algunas medallas solo se pueden agarrar con impulso (impulso). no siempre lo tienes); y lo peor es que tienes que rehacer una serie completa si pierdes una medalla en una pista. Ah, sí, pierdes una medalla (de treinta o así) en la pista 4 y Habrá que volver a la primera pista".
Louis Bedigian de GameZone elogió los controles "excelentes" y la velocidad "súper intensa", y también quedó impresionado por la "jugabilidad alucinante y asombrosa" que sintió que era más típica de una PlayStation 2  juego. Bedigian escribió que "este juego de carreras, con sus emociones estilo Extreme-G y su estilo de juego aplastanteF-Zero GX es todo que un jugador, joven o viejo, busca en un juego de carreras. Hace que todos los títulos anteriores de Hot Wheels parezcan nada más que un juguete para niños". Bedigian notó la falta total de daños en los vehículos del juego y escribió "aunque nos encanta ver explosiones y daños en el cuerpo, es dudoso que cualquier cantidad de destrucción hubiera mejorado este juego. Lo más probable es que hubiera quitado la velocidad general del juego , que en general es una experiencia non-stop". Sin embargo, Bedigian criticó algunos de los cursos del juego por tener un color demasiado oscuro: "Dado que la PSP tiene funciones limitadas de ajuste de imágenes, no puedes iluminar la pantalla para eliminar por completo la oscuridad. Lo contrario no hubiera sido mejor: haz el juego demasiado brillante y nos volverás locos. Pero si bien esto era algo que podía tolerar, no estoy seguro de que un niño impaciente de ocho años sienta lo mismo". Bedigian también criticó la pequeña cantidad de cursos del juego, pero consideró que su rejugabilidad era una compensación adecuada.
Frank Prove de GameSpot dijo que el juego podría considerarse una "imitación sencilla de Need for Speed: Underground. [...] En términos generales, la acción de las carreras es sólida. Sin embargo , no hay muchas pistas o competiciones diferentes, y los gráficos en 3D no alcanzan a los corredores de la lista A como Ridge Racer o ' 'Wipeout". Provo criticó la falta de conectividad en línea del juego para funciones como el modo multijugador y señaló los efectos de sonido y la música promedio del juego. Provo también escribió que "aparte de las rampas de salto y las rocas que caen, las pistas en realidad no son tan interesantes. Las texturas son simples y embarradas, y no hay muchos puntos de referencia identificables a lo largo de las pistas". Provo sintió que el "mayor problema" del juego era su falta de contenido y concluyó que había mejores juegos de carreras disponibles para PlayStation Portable, y escribió que "'Hot Wheels Ultimate Racing' no es un mal juego de ninguna manera, pero probablemente deberías pasarlo a menos que seas un fanático de Hot Wheels o tengas una necesidad patológica de conseguir otro juego de carreras para tu PSP".